# Large Quasar Group

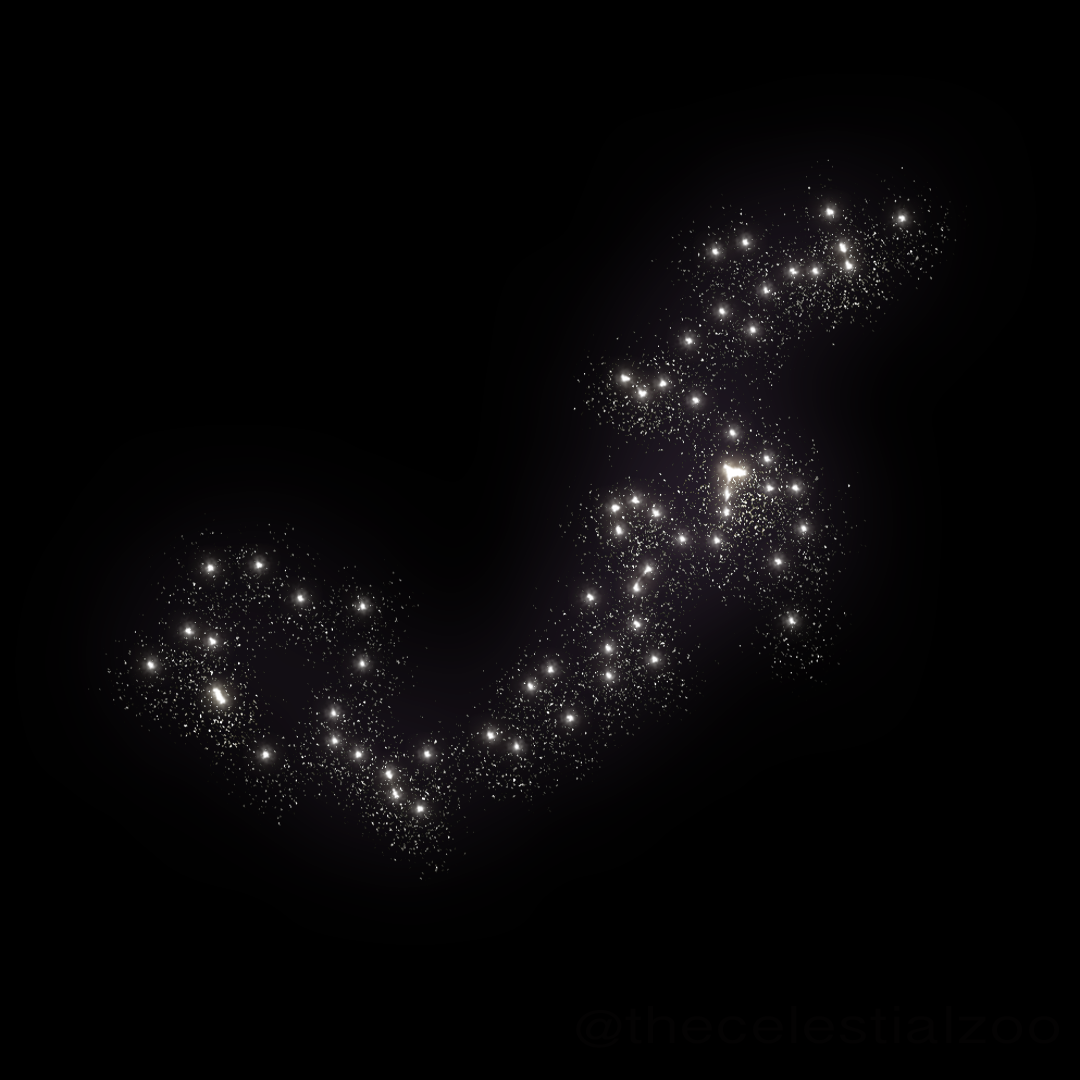
Die neun Milliarden Lichtjahre entfernte LQG-Struktur U1.27 mit 73 Quasaren im Sternbild Löwe.

Large Quasar Groups (LQG) – englisch für große Quasar-Gruppen, auch große Quasargruppen geschrieben – sind Ansammlungen von Quasaren, von denen angenommen wird, dass sie die größten astronomischen Strukturen im bekannten Universum bilden. Es wird davon ausgegangen, dass LQGs die Vorgänger von Filamenten und Voids darstellen, wie sie im relativ nahen Universum gefunden werden.

## Erste Entdeckung
Am 11. Januar 2013 wurde die Entdeckung von U1.27 durch die University of Central Lancashire bekanntgegeben, die zu dem Zeitpunkt größte bekannte Struktur im Universum. Sie besteht aus 73 Quasaren und hat einen mittleren Durchmesser von 1,5 Milliarden Lichtjahren (500 Mpc) sowie eine maximale Ausdehnung von etwa 4 Milliarden Lichtjahren (1200 Mpc). Nach dem Forscher und Autor Roger Clowes wurde bis dato davon ausgegangen, dass die Existenz solch großer Strukturen im Universum nicht möglich ist und die maximale Größe 1,2 Milliarden Lichtjahre beträgt.